# Мария Мелита Гогенлоэ-Лангенбургская
Мария Мелита Гогенлоэ-Лангенбургская (18 января 1899 — 8 ноября 1967) — принцесса Гогенлоэ-Лангенбургская, дочь Эрнста II Гогенлоэ-Лангенбургского и английской принцессы Александры Эдинбургской, правнучка королевы Виктории и императора Александра II, в замужестве герцогиня Шлезвиг-Гольштейнская.

## Брак и дети
Мария Мелита — дочь Эрнста, наследного принца Гогенлоэ-Лангенбургского и принцессы Александры Эдинбургской, дочери Альфреда Саксен-Кобург-Готского, герцога Эдинбургского, сына королевы Виктории и великой княгини Марии Александровны, единственной дочери императора Александра II и императрицы Марии Александровны.
5 февраля 1916 года Мария Мелита вышла замуж за наследного принца Шлезвиг-Гольштейнского Вильгельма Фридриха, сына герцога Шлезвиг-Гольштейнского Фридриха Фердинанда и принцессы Каролины Матильды Шлезвиг-Гольштейн-Зонденбург-Августенбургской. Супруги имели четверых детей:
- Ганс Альбрехт (1917—1944 — наследник отцовского титула, погиб от ран, полученных в бою на территории Польши во время Второй мировой, женат не был, детей не имел;
- Вильгельм Альфред (1919—1926) — умер в возрасте 6 лет;
- Фридрих Эрнст Петер (1922—1980) — наследный герцорг Шлезвиг-Гольштейский в 1965—1980 годах, был женат на принцессе Марии Алисии Шаумбург-Липпской, у которых было двое сыновей и две дочери;
- Мария Александра (1927—2000) — жена американца Дугласа Бартона-Миллера, детей не имела.

## Титулы
- 18 января 1899 — 5 февраля 1916: Её Светлость принцесса Гогенлоэ-Лангенбургская;
- 5 февраля 1916 — 27 апреля 1931: Её Высочество наследная принцесса Шлезвиг-Гольштейн-Зонденбург-Глюксбургская;
- 27 апреля 1931 — 21 января 1934: Её Высочество наследная принцесса Шлезвиг-Гольштейнская;
- 21 января 1934 — 10 февраля 1965: Её Высочество герцогиня Шлезвиг-Гольштейнская;
- 10 февраля 1965 — 8 ноября 1967: Её Высочество вдовствующая герцогиня Шлезвиг-Гольштейнская.